# اللكمة (الطيال)

تعديل مصدري - تعديل

اللكمة هي إحدى قرى عزلة بني جبر بمديرية الطيال التابعة لمحافظة صنعاء، بلغ تعداد سكانها 118 نسمة حسب تعداد اليمن لعام 2004.